# Listy Jana Pawła II
Lista listów Jana Pawła II.

## Listy apostolskie Jana Pawła II
1. Rutilans agmen 8 maja 1979
2. Patres Ecclesiae 2 stycznia 1980
3. Amantissima Providentia	29 kwietnia 1980
4. Sanctorum Altrix 11 lipca 1980
5. Egregiae virtutis	31 grudnia 1980
6. A Concilio Constantinopolitano I 25 marca 1981
7. Salvifici doloris	11 lutego 1984
8. Redemptionis Anno	20 kwietnia 1984
9. Les grands mystères 1 maja 1984
10. Dolentium hominum	11 lutego 1985
11. Dilecti Amici 31 marca 1985
12. Augustinum Hipponensem 28 sierpnia 1986
13. Sescentesima Anniversaria 5 czerwca 1987
14. Spiritus Domini 1 sierpnia 1987
15. Duodecimum Saeculum 4 grudnia 1987
16. Euntes in mundum universum 25 stycznia 1988
17. Mulieris dignitatem – O godności i powołaniu kobiety – 15 sierpnia 1988
18. Vicesimus Quintus Annus	4 grudnia 1988
19. List apostolski z okazji pięćdziesiątej rocznicy wybuchu II wojny światowej 27 sierpnia 1989
20. List apostolski o sytuacji w Libanie 7 września 1989
21. List apostolski na 100-lecie Papieskiego Dzieła św. Piotra Apostoła 1 października 1989
22. List apostolski na pięćsetlecie ewangelizacji Nowego Świata 29 czerwca 1990
23. List do Kościoła w Polsce  w związku z ustanowieniem nowej organizacji kościelnej – 25 marca 1992
24. Ordinatio sacerdotalis 22 maja 1994
25. Tertio millennio adveniente 10 listopada 1994
26. Orientale lumen 2 maja 1995
27. List apostolski na 400-lecie unii brzeskiej 12 listopada 1995
28. List apostolski na 350-lecie unii użhorodzkiej 18 kwietnia 1996
29. Operosam Diem 1 grudnia 1996
30. Laetamur magnopere 15 sierpnia 1997
31. Divini Amoris Scientia 19 października 1997
32. Dies Domini 31 maja 1998
33. Inter Munera Academiarum 28 stycznia 1999
34. List z okazji 300-lecia unii Greckokatolickiego Kościoła Rumunii z Kościołem Rzymskim 7 maja 2000[1]
35. Novo millennio ineunte 6 stycznia 2001
36. Z okazji 1700-letniej rocznicy Chrztu Armenii 17 lutego 2001
37. List apostolski do katolików z Węgier na zakończenie „Millennium Węgierskiego” 25 lipca 2001
38. Misericordia Dei 2 maja 2002
39. Rosarium Virginis Mariae o Różańcu Świętym 16 października 2002
40. Spiritus et Sponsa – z okazji czterdziestej rocznicy ogłoszenia Konstytucji Sacrosanctum concilium o Liturgii Świętej 4 grudnia 2003
41. Mane nobiscum Domine – z okazji Roku Eucharystii (X-2004 – X-2005) ogłoszony 7 października 2004
42. Gwałtowny rozwój 24 stycznia 2005

## Listy
1. Dominicae Cenae, 24 lutego 1980
2. List do osób konsekrowanych należących do wspólnot zakonnych i świeckich instytucji z okazji Roku Maryjnego	22 maja 1988
3. List do Rodzin, 2 lutego 1994
4. List do dzieci, 13 grudnia 1994
5. List do kobiet, 29 czerwca 1995
6. List do artystów, 4 kwietnia 1999
7. List do osób w podeszłym wieku, 1 października 1999
8. Listy do kapłanów z okazji Wielkiego Czwartku:

1979,
1982,
1983,
1984,
1985,
1986,
1987,
1988,
1989,
1990,
1991,
1992,
1993,
1994,
1995,
1996,
1997,  
1998, 
1999, 
2000, 
2001, 
2002, 
2004, 
2005, 